# کایل سالر
کایل سالر (انگلیسی: Kyle Soller؛ زادهٔ ۱ ژوئیهٔ ۱۹۸۳) بازیگر اهل ایالات متحده آمریکا است. وی از سال ۲۰۰۸ میلادی تاکنون مشغول فعالیت بوده است.

## گزیده فیلمشناسی
از فیلم‌ها یا برنامه‌های تلویزیونی که وی در آن نقش داشته است می‌توان به آثار زیر اشاره کرد.
- آنا کارنینا (۲۰۱۳)
- خشم (۲۰۱۴)
- پولدارک (۲۰۱۵)
- شاهد خاموش (۲۰۱۶)
- دسته پنجم (۲۰۱۳)